# Soul II Soul
Soul II Soul é um grupo musical inglês do gênero R&B e soul, criado em Londres nos anos 80 por Jazzie B e Caron Wheeler.

## Discografia

### Álbuns
| Ano  | Álbum                             |
| ---- | --------------------------------- |
| 1989 | Club Classics Vol. I              |
| 1990 | Vol. II: 1990 - A New Decade      |
| 1992 | Just Right Vol. III               |
| 1993 | The Classic Singles 88-93 Vol. IV |
| 1995 | Believe Volume. V                 |
| 1995 | Time of Change                    |

### Canções
| Ano  | Título                                  | Álbum                             |
| ---- | --------------------------------------- | --------------------------------- |
| 1988 | "Fairplay"                              | Club Classics Vol. I              |
| 1988 | "Feel Free"                             | Club Classics Vol. I              |
| 1989 | "Keep on Movin'"                        | Club Classics Vol. I              |
| 1989 | "Back to Life (However Do You Want Me)" | Club Classics Vol. I              |
| 1989 | "Jazzie's Groove"                       | Club Classics Vol. I              |
| 1989 | "Get a Life"                            | Vol. II: 1990 - A New Decade      |
| 1990 | "A Dream's a Dream"                     | Vol. II: 1990 - A New Decade      |
| 1990 | "People"                                | Vol. II: 1990 - A New Decade      |
| 1990 | "Missing You"                           | Vol. II: 1990 - A New Decade      |
| 1992 | "Joy"                                   | Just Right Vol. III               |
| 1992 | "Move Me No Mountain"                   | Just Right Vol. III               |
| 1992 | "Just Right"                            | Just Right Vol. III               |
| 1993 | "Wish"                                  | The Classic Singles 88-93 Vol. IV |
| 1995 | "Love Enuff"                            | Believe Vol. V                    |
| 1995 | "I Care"                                | Believe Vol. V                    |
| 1996 | "Keep on Movin'" (remix)                | -                                 |
| 1997 | "Represent"                             | Time of Change                    |
| 1997 | "Pleasure Dome"                         | Time of Change                    |